# Högbom Outcrops
Gli Högbom Outcrops sono dei picchi rocciosi alti fino a 1000 m, situati sul fianco orientale della parte terminale del Ghiacciaio Schimper, nei Monti Herbert, della Catena di Shackleton, Terra di Coats in Antartide. 
Nel 1967 fu effettuata una ricognizione aerofotografica da parte degli aerei della U.S. Navy. Un'ispezione al suolo fu condotta dalla British Antarctic Survey (BAS) nel periodo 1968-71.
Ricevettero l'attuale denominazione nel 1971 dal Comitato britannico per i toponimi antartici (UK-APC), in onore di Arvid Högbom (1857–1940), un geologo svedese che aveva dato importanti contributi alla geologia glaciale della Svezia settentrionale.